# Centris meaculpa
Centris meaculpa är en biart som beskrevs av Roy R. Snelling 1984. Centris meaculpa ingår i släktet Centris och familjen långtungebin. Inga underarter finns listade.